# 泰亞泰亞嫩

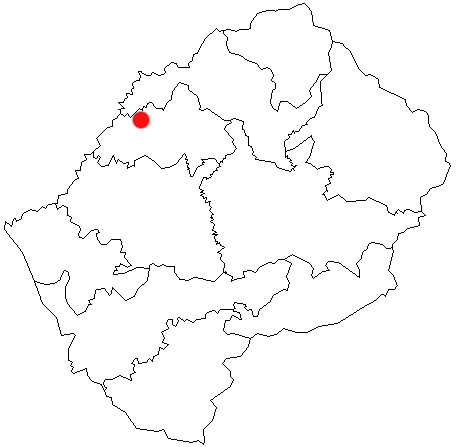

泰亞泰亞嫩是非洲南部國家萊索托的城鎮，也是伯里亞區的首府，位於首都馬塞盧以北約40公里，海拔高度1,711米，每年平均降雨量是692毫米，市內有商店、紡織廠、醫院和學校，2010年人口27,071。
29°09′04.0″S 27°44′32.4″E / 29.151111°S 27.742333°E